# Dietrich Welte
Dietrich Hugo Welte (* 22. Januar 1935 in Würzburg; † 6. Juni 2025 in Aachen) war ein deutscher Geochemiker und Erdölgeologe, der die Entstehung von Erdöl und Erdgas erforschte.

## Leben und Wirken
Welte studierte Geologie, Chemie und Geochemie an der Universität Würzburg und der Universität Göttingen. Er promovierte 1959 in Würzburg mit der Arbeit Sedimentologische Untersuchung uranhaltiger Keupersedimente aus der Umgebung von Lichtenfels bei Coburg. Danach war er drei Jahre bei Royal Dutch Shell in den Niederlanden, bevor er wieder nach Würzburg ging, wo er sich unter Georg Knetsch 1966 in Geologie und Geochemie des exogenen Kreislaufs habilitierte. Von 1967 bis 1970 war er in der Erdölexploration bei der Chevron Corporation in Kalifornien. Von dort wurde er auf eine Professur für Geochemie an der Universität Göttingen berufen. 1972 erhielt er den Lehrstuhl für Erdöl- und Kohlegeologie an der RWTH Aachen. Er war Gründer des Instituts für Erdöl und Organische Geochemie am Forschungszentrum Jülich, dessen Direktor er ab 1979 war. In Jülich gründete er auch die Gesellschaft für Integrierte Explorationssysteme.
Er befasste sich mit geochemischen Methoden für die Erdölexploration und der numerischen Simulation der Entwicklung von Erdöllagerstätten in Sedimentbecken.

## Auszeichnungen
- 1966 President’s Award der American Association of Petroleum Geologists
- 1979 Clarence-Karcher-Medaille der Universität Oklahoma
- 1983 Alfred Treibs Award der Geochemical Society, USA
- 1986 Carl-Engler-Medaille der Deutschen Gesellschaft für Mineralölwirtschaft und Kohlechemie
- 1989 Gustav-Steinmann-Medaille der Geologischen Vereinigung
- 1995 Ehrendoktorwürde der Ruhr-Universität Bochum
- 2013 Sidney Powers Award[3]

Er war seit 1978 ordentliches Mitglied der Nordrhein-Westfälischen Akademie der Wissenschaften und der Künste. Von 1987 bis 1997 war er Mitglied im wissenschaftlichen Beirat der DGMK Deutsche Wissenschaftliche Gesellschaft für Erdöl, Erdgas und Kohle und von 1982 bis 1984 in deren Vorstand. Er war von 1972 bis 1997 im deutschen Komitee für die Welt-Erdölkongresse und von 1987 bis 1997 im wissenschaftlichen Komitee des World Petroleum Council (WPC). Dietrich Welte war Mitglied der Acatech – Akademie der Technikwissenschaften. 1990 wurde er als ordentliches Mitglied in die Academia Europaea aufgenommen.

## Schriften (Auswahl)
- Zur Entwicklungsgeschichte von Erdölen auf Grund geochemisch-geologischer Untersuchungen. Würzburg, 1966
- mit Bernard P. Tissot Petroleum formation and occurences. 2. Auflage. Springer, Berlin/Heidelberg/New York/Tokio, 1984, ISBN 3-540-13281-3.